# Toro (Shizuoka)
Toro (登呂 遺跡, Toro iseki) est le nom d'un site archéologique situé dans l'arrondissement de Suruga-ku de la ville de Shizuoka, à 130 km au sud de Tokyo au Japon. Le site date du Ier siècle, à la fin de la période Yayoi. Il est découvert en 1943 et les excavations ont lieu en 1947-1948. Le site est désigné site historique spécial du Japon en 1952.